# Hardouin de Ponthieu
Pour les articles homonymes, voir Ardouin, Arduin et Hardouin.
 (août 2024).
Si vous disposez d'ouvrages ou d'articles de référence ou si vous connaissez des sites web de qualité traitant du thème abordé ici, merci de compléter l'article en donnant les références utiles à sa vérifiabilité et en les liant à la section « Notes et références ».
Hardouin de Ponthieu (né v. 797 et mort en 826), petit-fils de Charlemagne, est un comte de Ponthieu au début du IXe siècle.
Il était fils d'Angilbert de Ponthieu et de Berthe (v. 779-823), l'une des filles que Charlemagne eut d'Hildegarde.
Il s'est marié vers 820 avec Richilde d'Amiens (née vers 795), qui était la fille de Richard d'Amiens (v. 755-801).